# Frank Welch

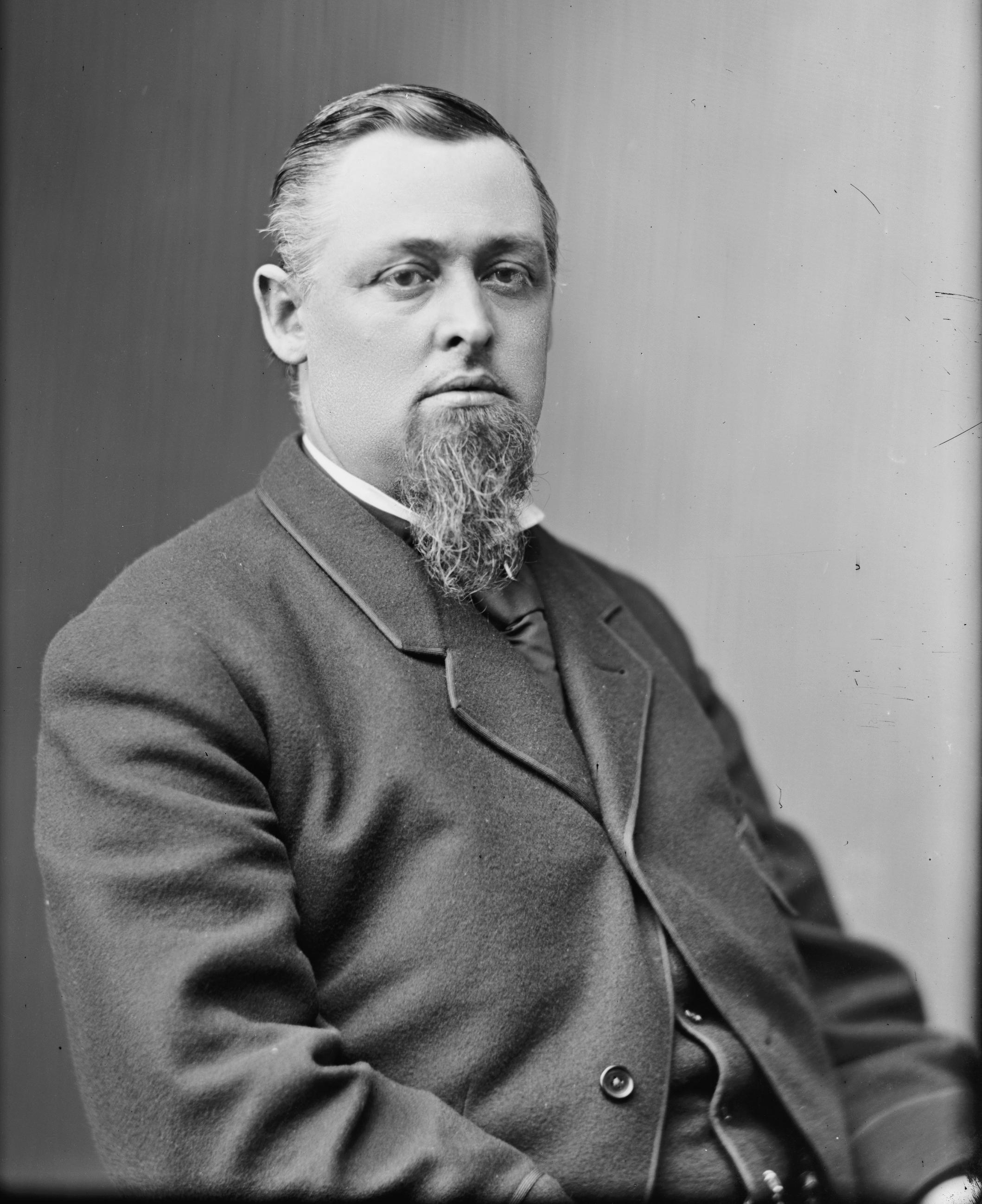
Frank Welch

Frank Welch (* 10. Februar 1835 in Charlestown, Massachusetts; † 4. September 1878 in Neligh, Nebraska) war ein US-amerikanischer Politiker. Zwischen 1877 und 1878 vertrat er den Bundesstaat Nebraska im US-Repräsentantenhaus.

## Werdegang
Frank Welch absolvierte die Boston High School und erlernte den Beruf des Bauingenieurs. Im Jahr 1857 zog er in das Nebraska-Territorium, wo er sich in Decatur im Burt County niederließ. Dort war er im Handel, aber auch als Posthalter, tätig. 
Welch schloss sich der Republikanischen Partei an. Im Jahr 1864 war er Mitglied im territorialen Regierungsrat und zwischen 1865 und 1866 gehörte er dem territorialen Repräsentantenhaus an, wobei er 1865 dessen Präsident war. Von 1871 bis 1876 war er Registrar bei der Landbehörde in West Point.
1876 wurde Frank Welch in das US-Repräsentantenhaus gewählt, wo er am 4. März 1877 Lorenzo Crounse ablöste. Seine zweijährige Amtszeit wäre eigentlich bis zum 3. März 1879 gelaufen. Welch verstarb aber bereits am 4. September 1878. Sein Sitz ging dann nach der notwendig gewordenen Nachwahl an Thomas Jefferson Majors.